# Stahlhammer
Stahlhammer (с нем. — «Стальной молот») — австрийская метал-группа, играющая в стиле Neue Deutsche Härte, также сочетая в себе элементы техно, грув-метала, индастриала и симфонического метала.

## История
Stahlhammer берет своё начало в декабре 1992 года, когда Майкл Стокер оставил свою старую группу El Fisher и встретился с Гэри Уиллером, который только что покинул группу Blind Petition. Они говорили о новом типе метала, акцентированном на немецком языке, и искали других музыкантов, желающих присоединиться к ним, пока, наконец, у них не появилась группа из четырёх человек. Название группы должно было стать «Eisenherz», но это имя уже было занято и по закону об авторском праве они были вынуждены выбрать другое название. Состав для своего дебютного альбома «Killerinstinkt» состояла из вокалиста Гэри Уилера, гитариста Томаса Шулера, бас-гитариста Петра Каройи и барабанщика Майкла Стокера. Этот альбом стал широко известен по всей Австрии и Германии, частично благодаря успеху своего видео для кавера песни Pink Floyd «Another Brick In The Wall». Позднее вокалист Гэри Уилер был заменен другим вокалистом с более «пугающим» голосом — Георгием Александровичем Макацария, с которым группа представляет их второй альбом «Wiener Blut». На пластинке присутствует сингл «Wiener Blut», метал-версия вальса Иоганна Штрауса.
Басист Петр Каройи был членом Венской Государственной Оперы и встретился с известным дирижёром и хореографом Ренато Цанелла. Он помог организовать выступления на шоу в Stahlhammer, пересекая их металлическую музыку с классическими танцами. Группа дала более 200 концертов после «Wiener Blüt», начиная от небольших клубов и заканчивая большими фестивалями, где Stahlhammer играл вместе с такими группами, как Joachim Witt, Subway To Sally и Rammstein.
Связь с Цанелла подарила много возможностей для Stahlhammer в том числе для их выступлений в Народном театре в Вене в рамках «Impulse Tanz Festival». Вскоре после этого, Stahlhammer, подхваченный средствами массовой информации, был показан на многих немецких и австрийских телеканалов, таких как, ZDF, ORF и ARTE и другие. В сентябре 1997 года Stahlhammer была первой металлической группой в истории, выступившей в Опере в Вене в рамках гала-открытия. 1 июля 1998 года группа выступила на Heidenplatz в Вене, где они исполнили свою версию "Wiener Blüt ". На телевидении за их выступлением наблюдало более 35 миллионов человек.
В то же время новый гитарист Конрад Шренк присоединился к группе, чтобы записать третий альбом под названием «Feind Hört Mit». Шренк бывший музыкант Falco, легендарной поп-группы, солист которой погиб в 1998 году. Stahlhammer записывают метал-версии двух хитов Falco для альбома («Jeanny» и «Der Mann Mit Dem Koks»). Они также выпускают клип на песню «Der Mann Mit Dem Koks». Для записи альбома Stahlhammer пригласили три оперные певицы: Барбару Каройи, Таню Голден и Барбару Шиндлер, а также скрипача Марио Георгиу.
После альбома «Feind Hört Mit», группа гастролировала по Европе. Но вскоре Stahlhammer покидает солист Георгий Макацария, а также гитарист Конрад Шренк, который покинул группу из-за занятости в сайд-проектах.
Тем не менее, в апреле 2002 года Stahlhammer возвращаются с новым гитаристом Нико Штосилем и их первым вокалистом Гэри Уилером. Группа отказалась от контракта с Nuclear Blast и заключила новый с канадской компанией Prime Time Muzik, чтобы выпустить свой четвёртый студийный альбом «Eisenherz». Потребовалось много времени, чтобы найти студию, но их новый продюсер Вильфрид Шнайдер помог закончить альбом. «Eisenherz» был выпущен по всему миру 30 сентября 2002 года, почти через десять лет после основания группы.
Stahlhammer также заключил новый контракт с крупной компанией Universal для австрийского издания «Eisenherz», вышедший неделей ранее на 23 сентября. Группа сыграла более 70 концертов.
Пятый студийный альбом Stahlhammer, «Stahlmania», был выпущен 20 сентября 2004 года. Группа подписала контракт с Goodsongs и этот альбом был распространен компанией Sony по Германии. Stahlmania включает кавер на знаменитую песню Falco «Out Of The Dark», ремейк Удо Юргенса «Merci, Cherie».
Вскоре после этого, Stahlhammer уходят в тяжелую работу над новым альбомом, Opera Noir, выпущенным в конце марта 2006 года на лейбле Def- Dick. Принимая нигилистический подход к написанию песен, Гэри Уилер и Питер Каройи сделали альбом, почти час в длину. Бывший барабанщик Майкл Стокер временно покинул группу, что побыть с семьей. Следуя традициям других альбомов Stahlhammer, «Opera Noir» имеет каверы, на этот раз «Heroes / Helden» Дэвида Боуи, «In the Air Tonight» Фила Коллинза и ремейк на мелодию «La Paloma».
В 2010 году группа прекратила своё существование.

## Состав

### Текущий состав
- Gary Wheeler — вокал, гитара, клавишные, программирование, так же перкуссия
- Peter Karolyi — бас-гитара, бэк-вокал,
- Geoff Dugmore’s Brutal Beats from ZeroG — ударные
- Barbara Karolyi — вокал на «Wiener Blut» (1997 год) и на альбоме Feind Hört Mit — сессионный вокал (по наст. время)

### Бывшие участники
- Niko Stössl — гитара
- Thomas Schuler — гитара
- Conrad Schrenk — гитара
- Georgij Alexandrowitsch Makazaria — вокал
- Michael Stoker — ударные, вокал, перкуссия, клавишные

## Дискография
- Killer Instinkt (1995)
- Wiener Blut (1997)
- Feind Hört Mit (1999)
- Eisenherz (2002)
- Stahlmania (2004)
- Opera Noir (2006)